# Chafé
Chafé es una freguesia portuguesa del concelho de Viana do Castelo, con 7,50 km² de superficie y 2.507 habitantes (2001). Su densidad de población es de 334,3 hab/km².